# Albo d'oro del campionato portoghese di calcio a 5

## Albo d'oro
Elenco dei vincitori del campionato portoghese di calcio a 5 di massimo livello.
| Stagione  | Vincitore        | Secondo posto      | Terzo posto                 |
| --------- | ---------------- | ------------------ | --------------------------- |
| 1990-1991 | Sporting Lisbona | Associação Portela | Estoril Praia               |
| 1991-1992 | Santos VN        | Atlético CP        | AMSAC                       |
| 1992-1993 | Sporting Lisbona | Esperança Viva     | Atlético CP Beneditense     |
| 1993-1994 | Sporting Lisbona | Atlético CP        | Recordação d'Apolo          |
| 1994-1995 | Sporting Lisbona | Atlético CP        | Coimbrões                   |
| 1995-1996 | Correio da Manhã | Sporting Lisbona   | Miramar                     |
| 1996-1997 | Miramar          | Coimbrões          | Correio da Manhã            |
| 1997-1998 | Correio da Manhã | Sporting Lisbona   | Recordação d'Apolo          |
| 1998-1999 | Sporting Lisbona | Miramar            | Correio da Manhã            |
| 1999-2000 | Miramar          | Sporting Lisbona   | Correio da Manhã            |
| 2000-2001 | Sporting Lisbona | Miramar            | Atlético CP                 |
| 2001-2002 | Freixieiro       | Benfica            | Jorge Antunes               |
| 2002-2003 | Benfica          | Sporting Lisbona   | Jorge Antunes               |
| 2003-2004 | Sporting Lisbona | Benfica            | Freixieiro                  |
| 2004-2005 | Benfica          | Sporting Lisbona   | Jorge Antunes               |
| 2005-2006 | Sporting Lisbona | Benfica            | Freixieiro                  |
| 2006-2007 | Benfica          | Sporting Lisbona   | Freixieiro Jorge Antunes    |
| 2007-2008 | Benfica          | Belenenses         | Freixieiro Sporting Lisbona |
| 2008-2009 | Benfica          | Belenenses         | Freixieiro Jorge Antunes    |
| 2009-2010 | Sporting Lisbona | Benfica            | Belenenses IDJV             |
| 2010-2011 | Sporting Lisbona | Benfica            | Fundão IDJV                 |
| 2011-2012 | Benfica          | Sporting Lisbona   | Modicus Leões               |
| 2012-2013 | Sporting Lisbona | Benfica            | Fundão Rio Ave              |
| 2013-2014 | Sporting Lisbona | Fundão             | Benfica Braga               |
| 2014-2015 | Benfica          | Sporting Lisbona   | Fundão Braga                |
| 2015-2016 | Sporting Lisbona | Benfica            | Burinhosa Braga             |
| 2016-2017 | Sporting Lisbona | Braga              | Modicus Benfica             |
| 2017-2018 | Sporting Lisbona | Benfica            | Modicus Braga               |
| 2018-2019 | Benfica          | Sporting Lisbona   | Fundão Modicus              |
| 2019-2020 | Non assegnato    | Non assegnato      | Non assegnato               |
| 2020-2021 | Sporting Lisbona | Benfica            | Fundão Leões                |
| 2021-2022 | Sporting Lisbona | Benfica            | Eléctrico Fundão            |
| 2022-2023 | Sporting Lisbona | Benfica            | Braga Leões                 |

### Titoli per squadra
| Squadra          | Titoli | Anni |
| ---------------- | ------ | --- |
| Sporting Lisbona | 18     | 1990-1991, 1992-1993, 1993-1994, 1994-1995, 1998-1999, 2000-2001, 2003-2004, 2005-2006, 2009-2010, 2010-2011, 2012-2013, 2013-2014, 2015-2016, 2016-2017, 2017-2018, 2020-2021, 2021-2022, 2022-2023 |
| Benfica          | 8      | 2002-2003, 2004-2005, 2006-2007, 2007-2008, 2008-2009, 2011-2012, 2014-2015, 2018-2019 |
| Correio da Manhã | 2      | 1995-1996, 1997-1998 |
| Miramar          | 2      | 1996-1997, 1999-2000 |
| Santos VN        | 1      | 1991-1992 |
| Freixieiro       | 1      | 2001-2002 |